# VR

A finn vasúthálózat 2010-ben

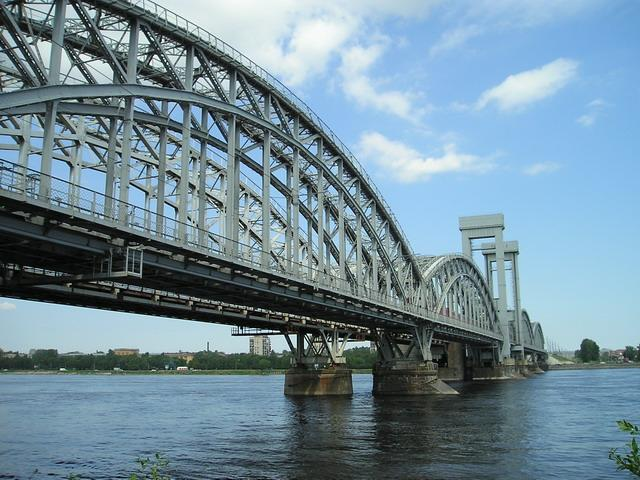
A Finland Railway Bridge keresztül a Néva folyón, összekapcsolva a finn és orosz vasutakat

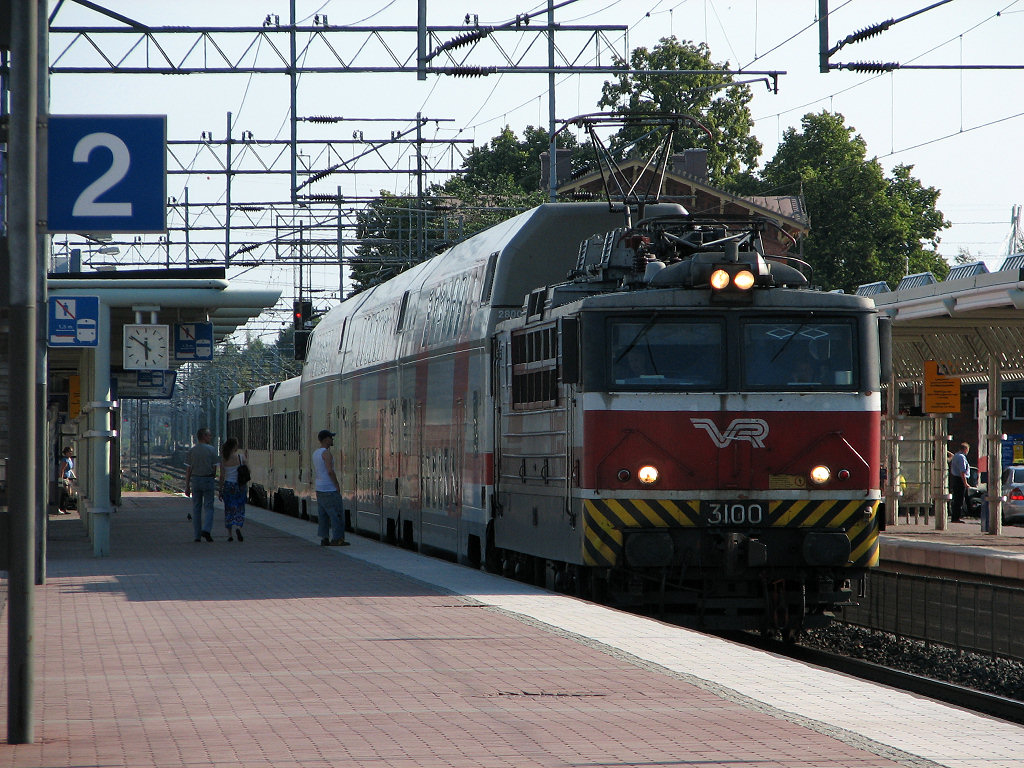
Egy VR Sr1 sorozatű villamos mozdony emeletes InterCity kocsikkal Tikkurilában

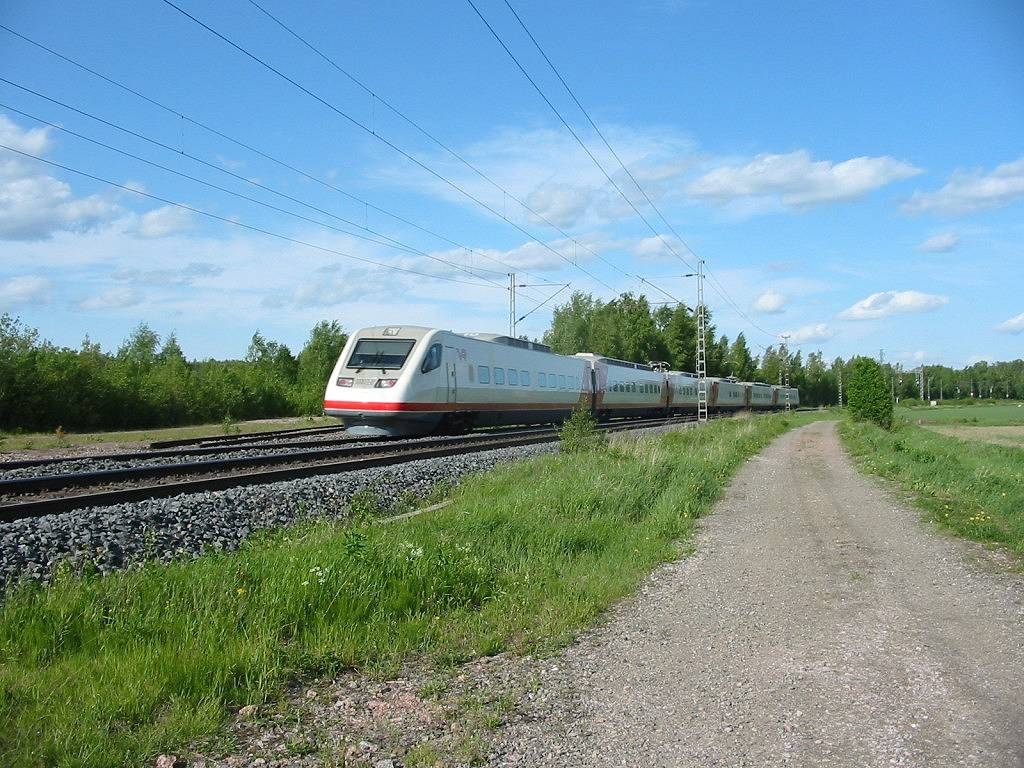
Egy VR Sm3 sorozatú Pendolino vonat

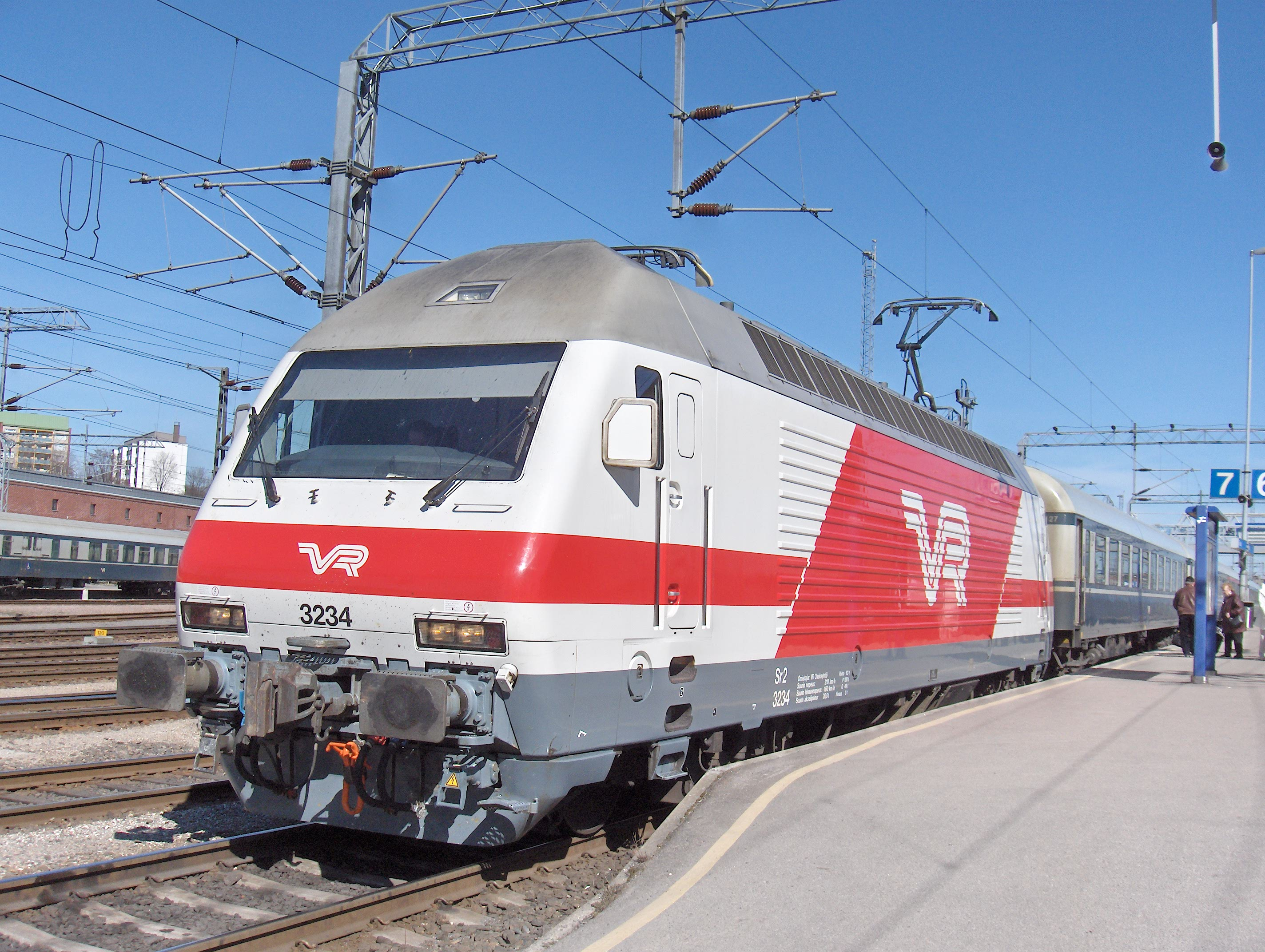
VR Sr2 sorozatú villamosmozdony Turku állomáson hagyományos kék személykocsikkal 2007 áprilisában

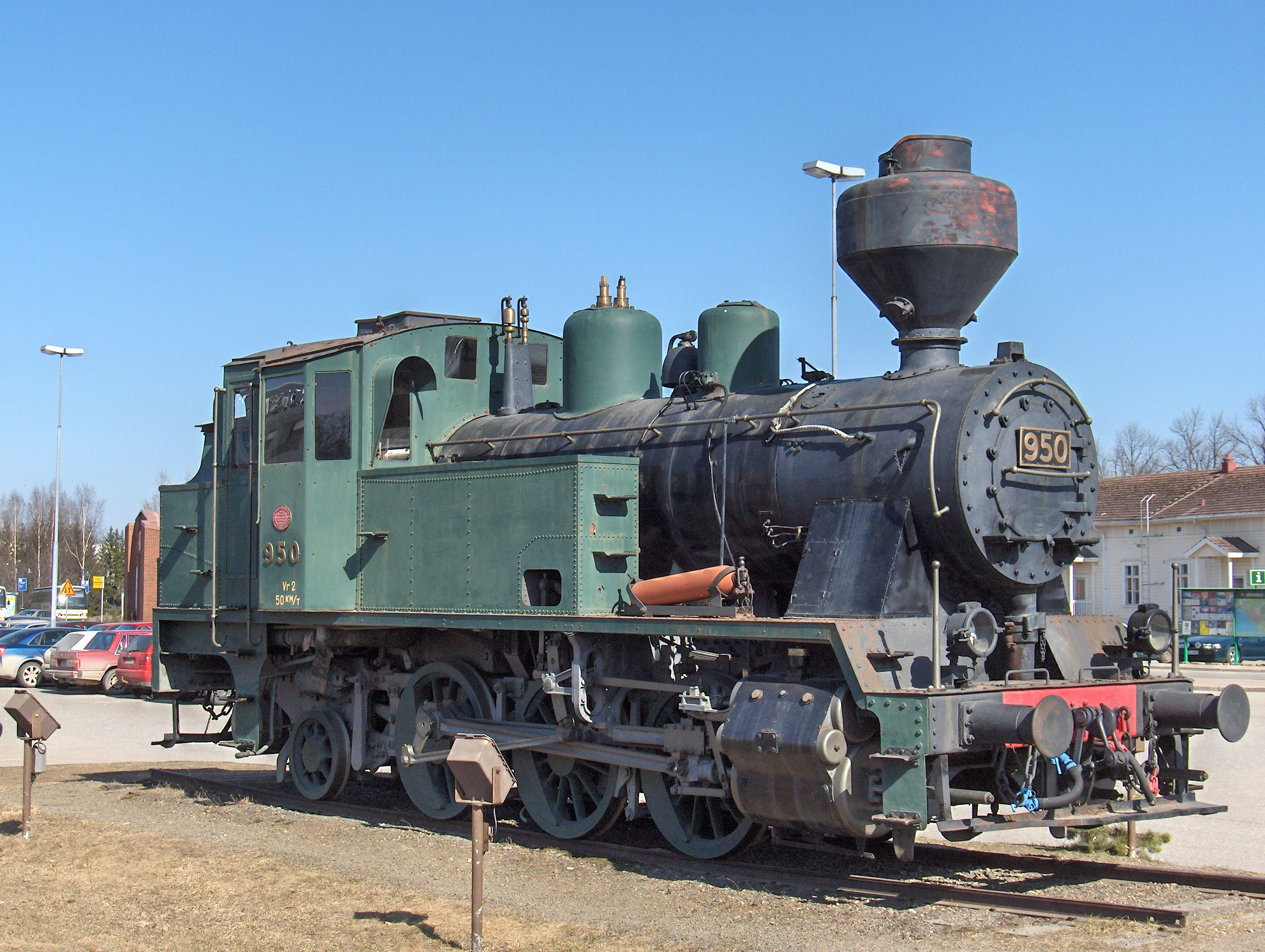
Megőrzött VR Vr2 sorozatú gőzmozdony Joensuu állomáson

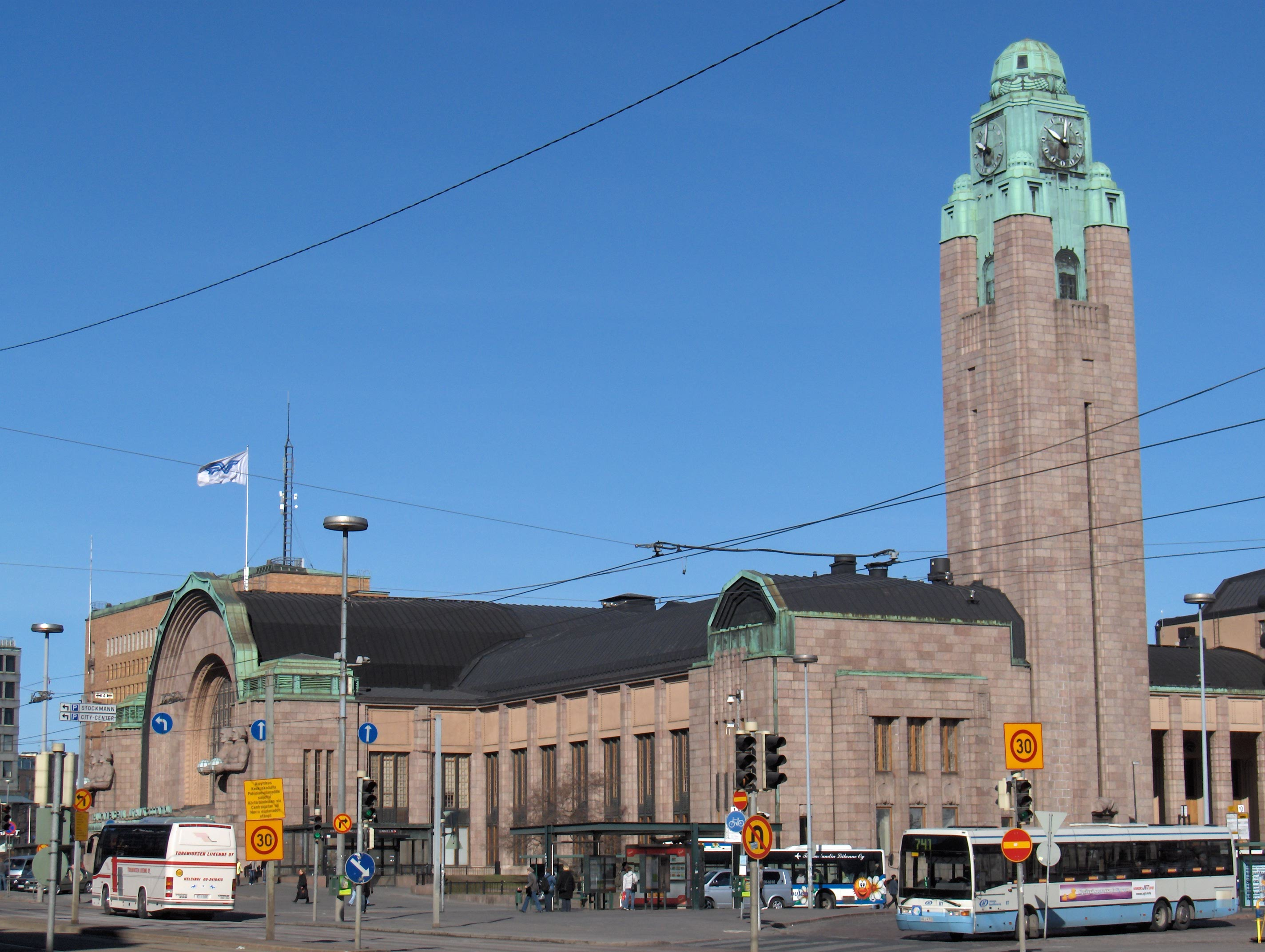
Helsinki főpályaudvar

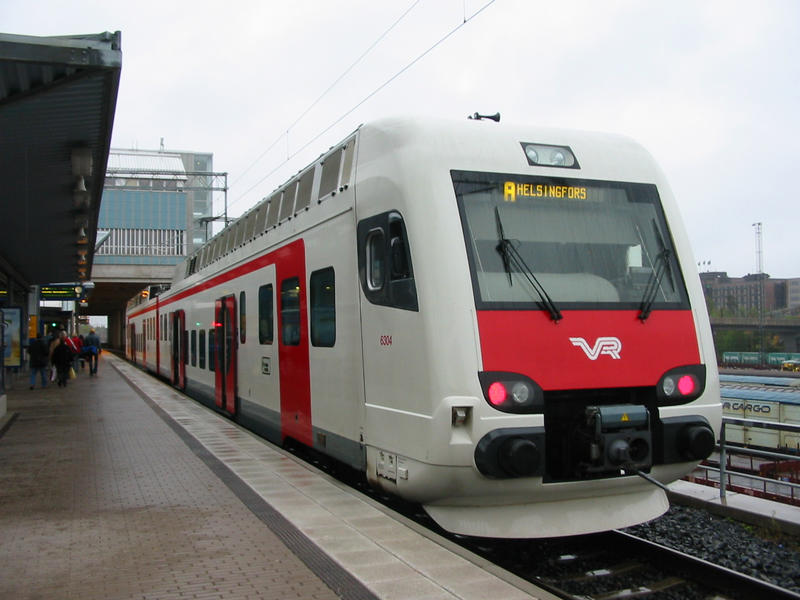
VR Sm4 sorozatú motorvonat Pasilában

A VR vagy más néven a VR Group (finn nyelven: VR-Yhtymä Oy) Finnország nemzeti vasúttársasága.
Csak egy nemzetközi kapcsolata van a finn vasútnak, Oroszország felé. Ezen napi két nemzetközi személyszállító vonat közlekedik. Egy Szentpétervárra, melynek neve: Sibelius és Repin, és egy éjszakai járat Moszkvába (Tolstoi).

## Története
Az első vasútvonal Helsinki és Hämeenlinna között nyílt meg 1862-ben.

## Utazási idők és sebességek
Utazási idők és sebességek a leggyorsabb vonatokkal 2006-ban Helsinkiből
| Város                                 | Utazási idő (hh:mm) | A jövőben (hh:mm) | Átlagsebesség | Vonat(ok)                          |
| ------------------------------------- | ------------------- | ----------------- | ------------- | ---------------------------------- |
| Hämeenlinna (108 km)                  | 0:58                | 0:50-0:55         | 111,7 km/h    | InterCity 60                       |
| Iisalmi (524 km)                      | 4:51                | 4:30              | 108,0 km/h    | Pendolino 79                       |
| Joensuu (482 km)                      | 4:17                | 3:25-3:35         | 112,5 km/h    | Pendolino 7                        |
| Jyväskylä (342 km)                    | 2:50                | 2:30-2:40         | 120,7 km/h    | Pendolino 81                       |
| Kajaani (607 km)                      | 6:40                | 5:35              | 91,0 km/h     | Pendolino 79 és busz kapcsolat     |
| Kotka (217 km)                        | 2:14                | 2:00-2:10         | 97,2 km/h     | Pendolino 1 és személyvonat 722    |
| Kouvola (166 km)                      | 1:23                | 1:10-1:15         | 120,0 km/h    | Pendolino 1                        |
| Kuopio (439 km)                       | 3:52                | 4:30              | 113,5 km/h    | Pendolino 79                       |
| Lahti (104 km)                        | 0:48                | 0:44              | 96,3 km/h     | Pendolino 1                        |
| Lappeenranta (252 km)                 | 2:09                | 2:00-2:05         | 117,2 km/h    | Pendolino 1                        |
| Mikkeli (279 km)                      | 2:26                | 2:05-2:10         | 114,7 km/h    | Pendolino 70                       |
| Moszkva (Leningradski p.u.) (1091 km) | 12:58               | 10:00             | 84,1 km/h     | Expressz vonat 31 "Tolstoi"        |
| Oulu (680 km)                         | 5:41                | 4:20-4:40         | 119,6 km/h    | Pendolino 46                       |
| Pori (322 km)                         | 3:02                | 2:20-2:30         | 106,2 km/h    | Pendolino 93 and local train 475   |
| Rovaniemi (900 km)                    | 8:17                | 6:50-7:10         | 108,7 km/h    | Express vonat 406 and Pendolino 56 |
| Szentpétervár (Finl. p.u.) (417 km)   | 5:06                | 3:00-3:20         | 81,8 km/h     | Express vonat 35 „Sibelius”        |
| Seinäjoki (346 km)                    | 2:39                | 2:10-2:20         | 130,6 km/h    | Pendolino 45                       |
| Tampere (187 km)                      | 1:23                | 1:15-1:20         | 135,2 km/h    | Pendolino 81                       |
| Turku (194 km)                        | 1:44                | 1:22-1:35         | 111,9 km/h    | Pendolino 126                      |
| Vaasa (420 km)                        | 3:39                | 3:30-3:35         | 115,1 km/h    | Helyi vonat 440 and Pendolino 42   |

## Villamosítás
A finn vasutak villamosítása csak az 1960-as évek végén kezdődött, napjainkra a vonalak többsége villamosított. A használt rendszer: 25 kV 50 Hz AC, felsővezetékes (Dánia, Franciaország és az Egyesült Királyság számos vonalához hasonlóan).

## Széndioxid-kibocsátás
Átlagos széndioxid-kibocsátás egy km-re
- Villamos, nagy távolságú (Pendolinók, IC vonatok, Expressz vonatok): 15 g
- Dízel járművek, nagy távolságú: 90 g
- Személy vonat: 32 g

## Gördülő állomány

### Mozdonyok

#### Régi számozási rendszer
| Osztály | darab | gyártási év | Max. sebesség                | Megjegyzés                             |
| ------- | ----- | ----------- | ---------------------------- | -------------------------------------- |
| Sr1     | 110   | 1973-1996   | 140 km/h                     | Elektromos                             |
| Sr2     | 46    | 1995-2003?  | 210 km/h (képes 230 km/h-ra) | Elektromos                             |
| Dv12    | 192   | 1963-1984   | 125 km/h                     | Dízel: 1976 előtt Sv12 és Sr12 osztály |
| Dv16    | 28?   | 1962-1963   | 85 km/h                      | Dízel: 1976 előtt Vv16 osztály         |
| Dr14    | 24?   | 1968-1971   | 75 km/h                      | Dízel: 1976 előtt Vr12 osztály         |
| Dr16    | 21?   | 1985-1992   | 140 km/h                     | Dízel                                  |

| Osztály     | Elkészült | Használatban | Tengelyelrendezés | Max. sebesség | Megjegyzés                                                                           |
| ----------- | --------- | ------------ | ----------------- | ------------- | ------------------------------------------------------------------------------------ |
| Tv1 (K3)    | 148       | 1917-1974    | 2-8-0             | 60 km/h       | Gőz; 142 mozdony készült a VR számára és 6 a Lett Vasutak számára.                   |
| Tk3 (K5)    | 161       | 1927-19??    | 2-8-0             | 60 km/h       | Gőz; ebből a mozdonyosztályból van a legtöbb Finnországban.                          |
| Hr1 (P1)    | 22        | 1937-1974    | 4-6-2             | 110 km/h      | Gőz; az utolsó, még használt, Pacific-típusú mozdony Európában, Kelet-Európán kívül. |
| Tr1 (P1)    | 67        | 1940-1975?   | 2-8-2             | 80 km/h       | Gőz                                                                                  |
| Dr12 (Hr12) | 42        | 1959-199?    | Co-Co             | 120 km/h      | Dízel                                                                                |

### Motorvonatok
| Osztály | Használatban | Gyártási év | Max. sebesség | Megjegyzés                                                      |
| ------- | ------------ | ----------- | ------------- | --------------------------------------------------------------- |
| Sm1     | 50           | 1968-1973   | 120 km/h      | EMU egy Sm1 kocsiból és egy Eio vagy Eiob osztályú kocsiból áll |
| Sm2     | 50           | 1975-1981   | 120 km/h      | EMU egy Sm2 kocsiból és egy Eioc osztályú kocsiból áll          |
| Sm3     | 18 sets      | 1995-2006   | 220 km/h      | Nagysebességű Pendolino vonat                                   |
| Sm4     | 60 (30 sets) | 1999-       | 160 km/h      | EMU két Sm4 egységből áll                                       |
| Dm12    | 16           | 2005-       | 120 km/h      | Egykocsi dízel egységek                                         |

A Helsinki környéki ingázó vonatok többségénél Sm1, Sm2 és a legújabb Sm4 osztályú összetett szerelvények (EMU) szolgálnak.

## Elővárosi vonatok Helsinki körül
A VR üzemelteti a Helsinki körüli elővárosi vonatokat (Helsinki Metropolitan Area). Lásd még VR commuter rail.